# Ighli Vannucchi
Ighli Vannucchi (Prato, 5 agosto 1977) è un ex calciatore e dirigente sportivo italiano, di ruolo centrocampista, direttore tecnico della Lucchese Academy-Polo San Filippo.

## Biografia
Appassionato di pesca, ritiratosi dall'attività agonistica ha creato un sito al riguardo, diventando in seguito il conduttore della trasmissione televisiva Buona Pesca, trasmessa dal canale telematico di Sky.

### Vita privata
Sposato, è padre di tre figli dei quali Niccolò, il più grande, ha seguito le orme paterne. Con la moglie Maddalena dal 2022 è titolare di un negozio di vestiti nel centro di Lucca.

## Caratteristiche tecniche
Trequartista - in grado di saltare l'uomo creando superiorità numerica - dotato di un'ottima tecnica individuale, abile nel mandare a rete i propri compagni di squadra. Predilige svariare su tutto il fronte offensivo per poi cercare l'appoggio per i compagni. Tra le sue caratteristiche spiccano un'ottima visione di gioco, l'intelligenza tattica, la precisione nei passaggi e sui calci di punizione. Il suo contributo risulta prezioso anche in fase di non possesso. All'occorrenza è stato utilizzato nel ruolo di esterno (su entrambe le fasce).

## Carriera

### Club

#### Gli esordi
La sua carriera calcistica inizia a 8 anni nelle giovanili della squadra pratese dell'A.C. Maliseti, dove milita fino a 14 anni, quando si trasferisce nel Margine Coperta. Dopo due stagioni, nel 1993, si trasferisce nella Lucchese, dove esordisce all'età di diciannove anni nella stagione calcistica 1995-1996. Alla società rossonera si impone nella stagione successiva timbrando 35 presenze e realizzando 2 marcature; la squadra si salva dalla retrocessione in Serie C1.

#### I tre anni alla Salernitana
Durante il calciomercato dell'estate 1998 Aniello Aliberti, allora presidente della Salernitana, si aggiudica le prestazioni sportive di Vannucchi e di Marco Rossi, acquisendoli entrambi a titolo definitivo. Vannucchi può così fare esperienza in Serie A. La Salernitana (sotto la guida di Delio Rossi prima e di Francesco Oddo poi), dopo un girone di ritorno in crescendo, non riesce a rimanere in massima serie e la squadra retrocede in Serie B. Vannucchi, che fa il suo esordio ufficiale in Serie A il 12 settembre 1998 in Roma-Salernitana 3-1, in 31 partite di campionato realizza tre gol contro Bari (risultato finale 2-2 in casa, primo gol in massima serie, il 6 dicembre 1998), Lazio (sconfitta per 6-1 a Roma) e L.R. Vicenza (vittoria 2-1 in casa).
Nella stagione 1999-2000 Vannucchi partecipa al torneo di Serie B: l'annata è positiva per lui e realizza 8 marcature. Inizia la stagione 2000-2001 con la Salernitana per poi trasferirsi al Venezia di Novellino nella finestra di mercato di gennaio.

#### La parentesi a Venezia
Il Venezia dell'allora presidente Maurizio Zamparini raggiunge al termine della stagione 2000-2001 la promozione in A. Nella stagione 2001-2002 Vannucchi totalizza solo 19 presenze con il team veneziano, molte delle quali da subentrato. Il campionato si chiude con la retrocessione dei lagunari. La stagione successiva il Venezia decise di non svalutare l'investimento fatto un anno e mezzo prima e manda il trequartista all'Empoli, ma soltanto in prestito.

#### Empoli
L'11 luglio 2002 passa in prestito - con diritto di riscatto sulla comproprietà fissato a tre milioni di euro - all'Empoli. A fine stagione nell'estate del 2003 viene prelevato dal Palermo. Poco utilizzato dal tecnico Silvio Baldini, il 30 dicembre 2003 torna in prestito fino al termine della stagione all'Empoli dopo aver collezionato 12 presenze e 2 reti tra Serie B e coppa Italia con il Palermo.
Il 31 agosto 2004 torna nuovamente a Empoli in compartecipazione. Il 5 giugno 2005 la squadra ottiene la promozione in Serie A - con annessa vittoria del campionato - con una giornata in anticipo. Il 27 giugno il cartellino del giocatore viene riscattato dai toscani.
Nel 2006 - complice anche lo scarso utilizzo di Fabrizio Ficini - viene nominato capitano della rosa. Il 28 giugno 2007 rinnova il proprio contratto fino al 2010. Il 4 ottobre 2007 esordisce - da titolare - nelle competizioni europee, in occasione di Zurigo-Empoli (3-0), incontro valido per il primo turno di Coppa UEFA. Viene sostituito nell'intervallo da Sebastian Giovinco.
Il 30 giugno 2010 scade il contratto che lo legava all'Empoli, rimanendo svincolato. Lascia la società azzurra dopo otto stagioni, 281 presenze e 36 reti.

#### Il passaggio allo Spezia e l'approdo all'Entella
Dopo una breve esperienza amatoriale al Guamo, il 16 ottobre 2010 viene tesserato dallo Spezia, in Lega Pro Prima Divisione. All'esordio con le aquile segna - su calcio di rigore - il gol che consente allo Spezia di vincere 1-0 contro il Verona. Il 23 gennaio 2011 riporta la lesione del crociato anteriore del ginocchio sinistro, terminando in anticipo la stagione. Il 27 giugno 2011 rinnova il proprio contratto per un'altra stagione.
Il 6 maggio 2012 grazie alla vittoria per 0-3 sul Latina, vince - all'ultima giornata di campionato - il proprio girone, ottenendo la promozione in Serie B. A questa vittoria seguiranno quella della Coppa Italia Lega Pro e della Supercoppa di Lega di Prima Divisione.
Il 17 luglio viene tesserato dalla Virtus Entella, in Lega Pro Prima Divisione. Esordisce con i biancocelesti il 5 agosto contro la Reggiana. Sua è una delle due reti con cui i liguri si impongono sugli avversari, accedendo al secondo turno di Coppa Italia.
A fine stagione non trova l'accordo con la società per il rinnovo del contratto, rimanendo svincolato.

#### Gli ultimi anni
Il 30 agosto 2013 si lega per mezzo di un contratto biennale al Viareggio, in Lega Pro Prima Divisione. Il 22 dicembre una sua rete consente al Viareggio di imporsi sul Pisa (0-1), ottenendo una vittoria all'Arena Garibaldi che ai bianconeri mancava da 19 anni.
Il 31 marzo 2014 rescinde a 5 giornate dalla fine del campionato il proprio contratto avendo collezionato 27 presenze e 5 gol.
Il 30 agosto viene tesserato dal Real Forte dei Marmi Querceta, in Eccellenza. Il 30 marzo 2015 rescinde il contratto dopo 30 presenze e 5 gol. A fine stagione si ritira dal calcio giocato.
Nel gennaio 2019, all'età di 41 anni e mezzo, decide di tornare a giocare, accordandosi con l'Unione Quiesa Massaciuccoli, squadra lucchese di Seconda Categoria.
A luglio, invece, si accasa all’ASD Spianate Calcio, squadra di Terza Categoria. Il 28 settembre dello stesso anno esordisce segnando un gol nella partita di coppa provinciale finita 3-3 tra Segromigno e Spianate. Prima di lasciare lo Spianate nell’estate del 2022, all’ultima giornata segna una doppietta contro il Quiesa e in questa partita anche suo figlio Niccolò segna un gol.
A fine novembre si accasa alla Folgore Segromigno, squadra di Terza Categoria della provincia di Lucca, e il 3 dicembre all’esordio segna su calcio di punizione nel 4-0 contro il Real Academy Lucca, squadra nella quale si trasferirà dopo tre settimane. 
Nell'estate del 2023 passa alla Pieve San Paolo, altra squadra della Terza Categoria lucchese nella quale gioca anche suo figlio e con cui a fine stagione festeggerà la vittoria dei play off di categoria, raggiungendo dunque la seconda categoria. A fine settembre esce la sua biografia scritta con Andrea Valentini, Nel segno di Ighli. Storia di un fantasista di periferia.

### Dopo il ritiro
Una volta appesi definitivamente gli scarpini al chiodo, nel maggio 2025 diventa direttore tecnico della Lucchese Academy-Polo San Filippo.

## Statistiche

### Presenze e reti nei club
| Stagione           | Squadra              | Campionato         | Campionato | Campionato | Coppe nazionali | Coppe nazionali | Coppe nazionali | Coppe continentali | Coppe continentali | Coppe continentali | Altre coppe | Altre coppe | Altre coppe | Totale | Totale |
| Stagione           | Squadra              | Comp               | Pres       | Reti       | Comp            | Pres            | Reti            | Comp               | Pres               | Reti               | Comp        | Pres        | Reti        | Pres   | Reti   |
| ------------------ | -------------------- | ------------------ | ---------- | ---------- | --------------- | --------------- | --------------- | ------------------ | ------------------ | ------------------ | ----------- | ----------- | ----------- | ------ | ------ |
| 1995-1996          | Lucchese             | B                  | 0          | 0          | CI              | 0               | 0               | -                  | -                  | -                  | -           | -           | -           | 0      | 0      |
| 1996-1997          | Lucchese             | B                  | 14         | 1          | CI              | 0               | 0               | -                  | -                  | -                  | -           | -           | -           | 14     | 1      |
| 1997-1998          | Lucchese             | B                  | 35         | 2          | CI              | 2               | 1               | -                  | -                  | -                  | -           | -           | -           | 37     | 3      |
| Totale Lucchese    | Totale Lucchese      | Totale Lucchese    | 49         | 3          |                 | 2               | 1               |                    | -                  | -                  |             | -           | -           | 51     | 4      |
| 1998-1999          | Salernitana          | A                  | 31         | 3          | CI              | 1               | 0               | -                  | -                  | -                  | -           | -           | -           | 32     | 3      |
| 1999-2000          | Salernitana          | B                  | 28         | 7          | CI              | 5               | 3               | -                  | -                  | -                  | -           | -           | -           | 33     | 10     |
| 2000-gen. 2001     | Salernitana          | B                  | 15         | 3          | CI              | 4               | 0               | -                  | -                  | -                  | -           | -           | -           | 19     | 3      |
| Totale Salernitana | Totale Salernitana   | Totale Salernitana | 74         | 13         |                 | 10              | 3               |                    | -                  | -                  |             | -           | -           | 84     | 16     |
| gen.-giu. 2001     | Venezia              | B                  | 14         | 1          | CI              | -               | -               | -                  | -                  | -                  | -           | -           | -           | 14     | 1      |
| 2001-2002          | Venezia              | A                  | 19         | 0          | CI              | 3               | 0               | -                  | -                  | -                  | -           | -           | -           | 22     | 0      |
| Totale Venezia     | Totale Venezia       | Totale Venezia     | 33         | 1          |                 | 3               | 0               |                    | -                  | -                  |             | -           | -           | 36     | 1      |
| 2002-2003          | Empoli               | A                  | 29         | 3          | CI              | 6               | 1               | -                  | -                  | -                  | -           | -           | -           | 35     | 4      |
| 2003-gen. 2004     | Palermo              | B                  | 8          | 0          | CI              | 4               | 2               | -                  | -                  | -                  | -           | -           | -           | 12     | 2      |
| gen.-giu. 2004     | Empoli               | A                  | 20         | 3          | CI              | -               | -               | -                  | -                  | -                  | -           | -           | -           | 20     | 3      |
| 2004-2005          | Empoli               | B                  | 36         | 9          | CI              | 0               | 0               | -                  | -                  | -                  | -           | -           | -           | 36     | 9      |
| 2005-2006          | Empoli               | A                  | 35         | 4          | CI              | 3               | 0               | -                  | -                  | -                  | -           | -           | -           | 38     | 4      |
| 2006-2007          | Empoli               | A                  | 38         | 4          | CI              | 0               | 0               | -                  | -                  | -                  | -           | -           | -           | 38     | 4      |
| 2007-2008          | Empoli               | A                  | 34         | 5          | CI              | 2               | 0               | CU                 | 1                  | 0                  | -           | -           | -           | 37     | 5      |
| 2008-2009          | Empoli               | B                  | 33+1       | 4          | CI              | 4               | 0               | -                  | -                  | -                  | -           | -           | -           | 38     | 4      |
| 2009-2010          | Empoli               | B                  | 38         | 3          | CI              | 1               | 0               | -                  | -                  | -                  | -           | -           | -           | 39     | 3      |
| Totale Empoli      | Totale Empoli        | Totale Empoli      | 263+1      | 35         |                 | 16              | 1               |                    | 1                  | 0                  |             | -           | -           | 281    | 36     |
| set.-ott. 2010     | Guamo                | 3ª Categoria       | 1          | 0          | -               | -               | -               | -                  | -                  | -                  | -           | -           | -           | 1      | 0      |
| 2010-2011          | Spezia               | 1D                 | 12         | 4          | CI+CI-LP        | -               | -               | -                  | -                  | -                  | -           | -           | -           | 12     | 4      |
| 2011-2012          | Spezia               | 1D                 | 27         | 3          | CI+CI-LP        | 0+5             | 1               | -                  | -                  | -                  | SL-PD       | 1           | 0           | 33     | 4      |
| Totale Spezia      | Totale Spezia        | Totale Spezia      | 39         | 7          |                 | 5               | 1               |                    | -                  | -                  |             | 1           | 0           | 45     | 8      |
| 2012-2013          | Virtus Entella       | 1D                 | 31+2       | 3+1        | CI+CI-LP        | 2+0             | 1               | -                  | -                  | -                  | -           | -           | -           | 35     | 5      |
| 2013-2014          | Viareggio            | 1D                 | 26         | 5          | CI+CI-LP        | 0+1             | 0               | -                  | -                  | -                  | -           | -           | -           | 27     | 5      |
| 2014-2015          | Real Forte Querceta  | Ecc.               | 26         | 4          | CI-E            | 4               | 1               | -                  | -                  | -                  | -           | -           | -           | 30     | 5      |
| gen -giu. 2019     | Quiesa Massaciuccoli | 2ª Categoria       | -          | -          | -               | -               | -               | -                  | -                  | -                  | -           | -           | -           |        |        |
| 2019-2020          | Spianate Calcio      | 3ª Categoria       | 20         | 21         | -               | -               | -               | -                  | -                  | -                  | -           | -           | -           | 20     | 21     |
| 2020-2021          | Spianate Calcio      | 3ª Categoria       | 0          | 0          | -               | -               | -               | -                  | -                  | -                  | -           | -           | -           | 0      | 0      |
| 2021-2022          | Spianate Calcio      | 3ª Categoria       | 26         | 13         | -               | -               | -               | -                  | -                  | -                  | -           | -           | -           | 26     | 13     |
|                    | Totale Spianate      |                    | 46         | 34         |                 |                 |                 |                    |                    |                    |             |             |             | 46     | 34     |
| nov.-dic. 2022     | Folgore Segromigno   | 3ª Categoria       | 3          | 2          | -               | -               | -               | -                  | -                  | -                  | -           | -           | -           | 3      | 2      |
| 2022-2023          | Real Academy Lucca   | 3ª Categoria       | -          | -          | -               | -               | -               | -                  | -                  | -                  | -           | -           | -           |        |        |
| 2023-2024          | Pieve San Paolo      | 3ª Categoria       | 40         | 7          | -               | -               | -               | -                  | -                  | -                  | -           | -           | -           | 40     | 7      |
| Totale carriera    | Totale carriera      | Totale carriera    | 640+3      | 115+1      |                 | 47              | 10              |                    | 1                  | 0                  |             | 1           | 0           | 692    | 126    |

## Palmarès

### Club

#### Competizioni nazionali
- Campionato italiano di Serie B: 1

Empoli: 2004-2005
- Lega Pro Prima Divisione: 1

Spezia: 2011-2012
- Coppa Italia Lega Pro: 1

Spezia: 2011-2012
- Supercoppa di Lega di Prima Divisione: 1

Spezia: 2011-2012

### Nazionale
- Campionato d'Europa Under-21: 1

2000